# Grenscrisis Wit-Rusland - Europese Unie

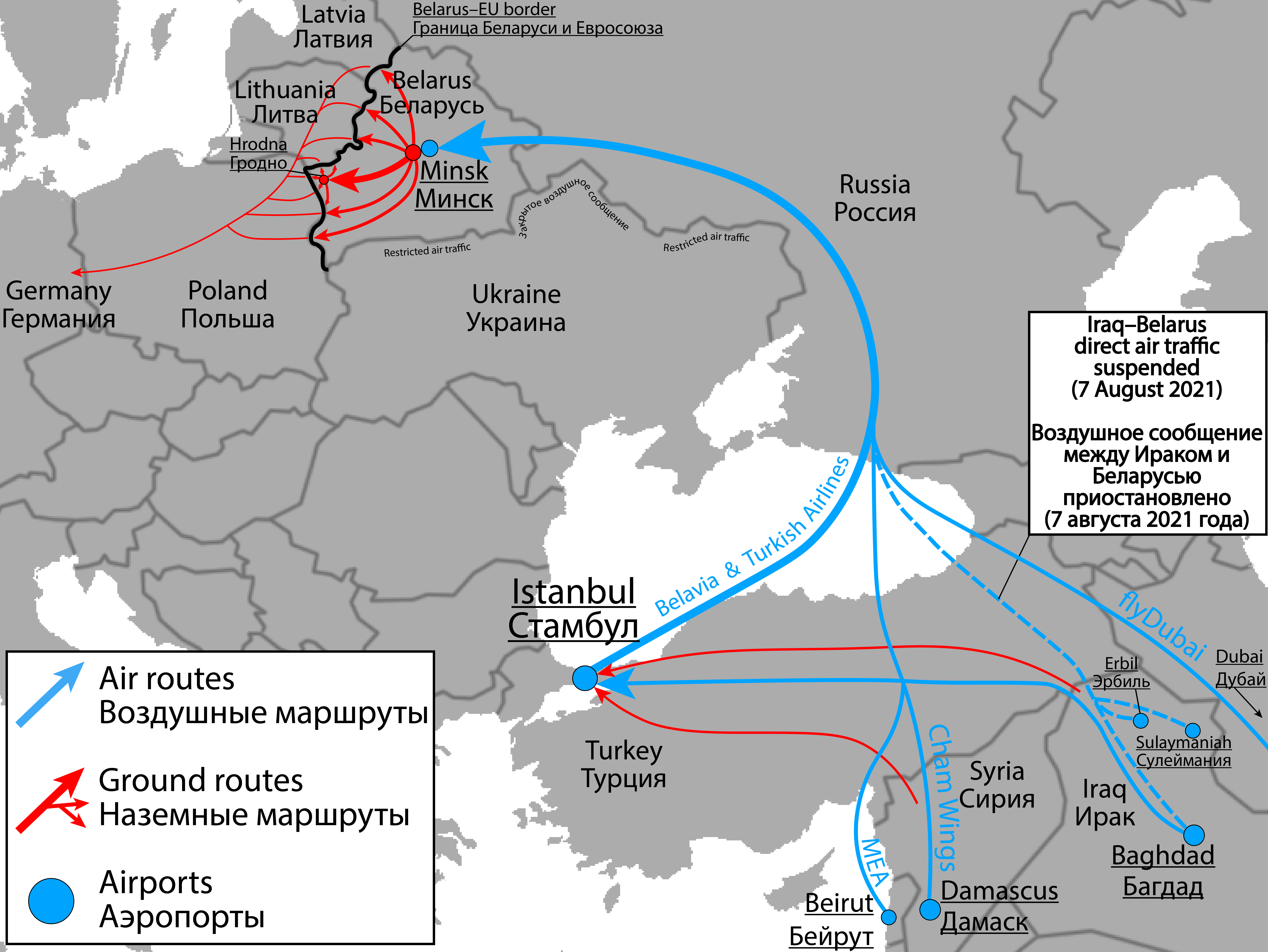
Overzicht (oktober 2021) van de verschillende routes die de migranten nemen (blauw= in de lucht, rood= op de grond)

De grenscrisis tussen Wit-Rusland en de Europese Unie in 2021 betreft de door Wit-Rusland georkestreerde toestroom van enkele tienduizenden immigranten, voornamelijk uit Irak en verschillende landen uit Afrika, naar Litouwen, Letland en Polen via de grenzen met Wit-Rusland.
De crisis volgde op de ernstige verslechtering van de betrekkingen tussen Wit-Rusland en de Europese Unie, na de frauduleuze Wit-Russische presidentsverkiezingen van 2020, de protesten in Wit-Rusland in 2020 en 2021, het incident met Ryanair-vlucht 4978 en de bijbehorende sancties van de EU tegen Wit-Rusland, in combinatie met de poging tot gedwongen repatriëring van Krystsina Tsimanouskaya. Eind mei 2021 dreigde de Wit-Russische president Loekasjenko dat de EU "met migranten en drugs overspoeld" zou worden als de sancties doorgingen.

## Gebeurtenissen
Vanaf juni 2021 arriveerden er steeds meer migranten vanuit Wit-Rusland aan de grens met Litouwen. Het Litouwse parlement besloot daarop in augustus om een hek aan de grens te bouwen. In het grensgebied van Litouwen en Wit-Rusland werd de noodtoestand uitgeroepen. Ongeveer tegelijkertijd hield de Poolse grenswacht binnen enkele dagen tijd drie keer zoveel illegale migranten tegen als in het hele voorgaande jaar. Een week later bestempelden de 27 EU-lidstaten gezamenlijk het naar de EU-buitengrenzen sturen van de grote groepen migranten gezamenlijk als een daad van agressie door de Wit-Russische regering, die als doel zou hebben de EU te destabiliseren. De Wit-Russische regering zorgde dat de migranten gemakkelijk aan een visum konden komen en regelde ook extra vliegverkeer. Hierdoor werd voor hen de route via Wit-Rusland naar de EU aantrekkelijker dan de gevaarlijkere route via Turkije en Griekenland.
Op 15 november voerden de EU-ministers van Buitenlandse Zaken in Brussel overleg over de Wit-Russisch/Poolse grenscrisis. Gesproken werd over nieuwe economische sancties tegen Wit-Rusland.
Op 17 en 18 november werden de migrantenkampen grotendeels ontruimd. Het merendeel van de ca. 2000 kampbewoners werd overgebracht naar loodsen. Er zouden volgens een woordvoerder van Loekasjenko in totaal nog zo'n ca. 7000 migranten in Wit-Rusland verblijven. Enkele honderden Irakezen werden op het vliegtuig teruggezet naar Irak. Inmiddels waren er door de crisis zeker 11 personen overleden, onder wie een kind van een jaar. 
Enkele honderden migranten die erin waren geslaagd Polen binnen te komen, werden terug de grens overgezet. Op 12 december werden bij Czeremsza opnieuw 55 migranten die Polen hadden weten binnen te komen, door de grenswacht teruggebracht naar Wit-Rusland.